# Halet Çambelová
Halet Çambelová (27. srpna 1916 Berlín – 12. ledna 2014 Istanbul) byla turecká archeoložka a sportovkyně.
Její dědeček byl velkovezír Ibrahim Hakki Paša a její otec Hasan Cemil Çambel působil jako diplomat v Berlíně. Po první světové válce pobývala ve Švýcarsku, do Turecka přišla až jako osmiletá. Maturovala na Robert College v Istanbulu a pak studovala archeologii v Paříži na Sorbonne Université. V době studia se věnovala závodně sportovnímu šermu. Zúčastnila se soutěže fleretistek na berlínské olympiádě v roce 1936. Vypadla v základní skupině, když prohrála všech pět zápasů. Stala se první muslimskou ženou, která soutěžila na olympiádě. Nabídku na osobní setkání s Adolfem Hitlerem odmítla kvůli svému antifašistickému přesvědčení.
V letech 1940 až 1984 vyučovala na Istanbulské univerzitě. Na studiu tureckého pravěku a starověku spolupracovala s Kurtem Bittelem a Helmuthem Theodorem Bossertem. Prozkoumala ruiny chetitského města Karatepe v pohoří Taurus a přispěla svojí prací k rozluštění chetitských hieroglyfů. Prosadila zřízení archeologického muzea v Karatepe, které bylo otevřeno v roce 1958. Společně s Robertem Johnem Braidwoodem pak objevila neolitické sídliště v Çayönü. Zapojila se do hnutí proti výstavbě přehrad na řece Ceyhan, které by zaplavily cenné archeologické lokality, angažovala se také za lepší dostupnost vzdělání na tureckém venkově. Získala čestný doktorát Univerzity Tübingen a byla zvolena do American Philosophical Society, v roce 2004 jí byla udělena Cena prince Clause. 
Jejím manželem byl architekt a spisovatel Nail Çakırhan, člen Komunistické strany Turecka. Jejich dům zdědila Bosporská univerzita a zřídila v něm muzeum.